# 왕언장

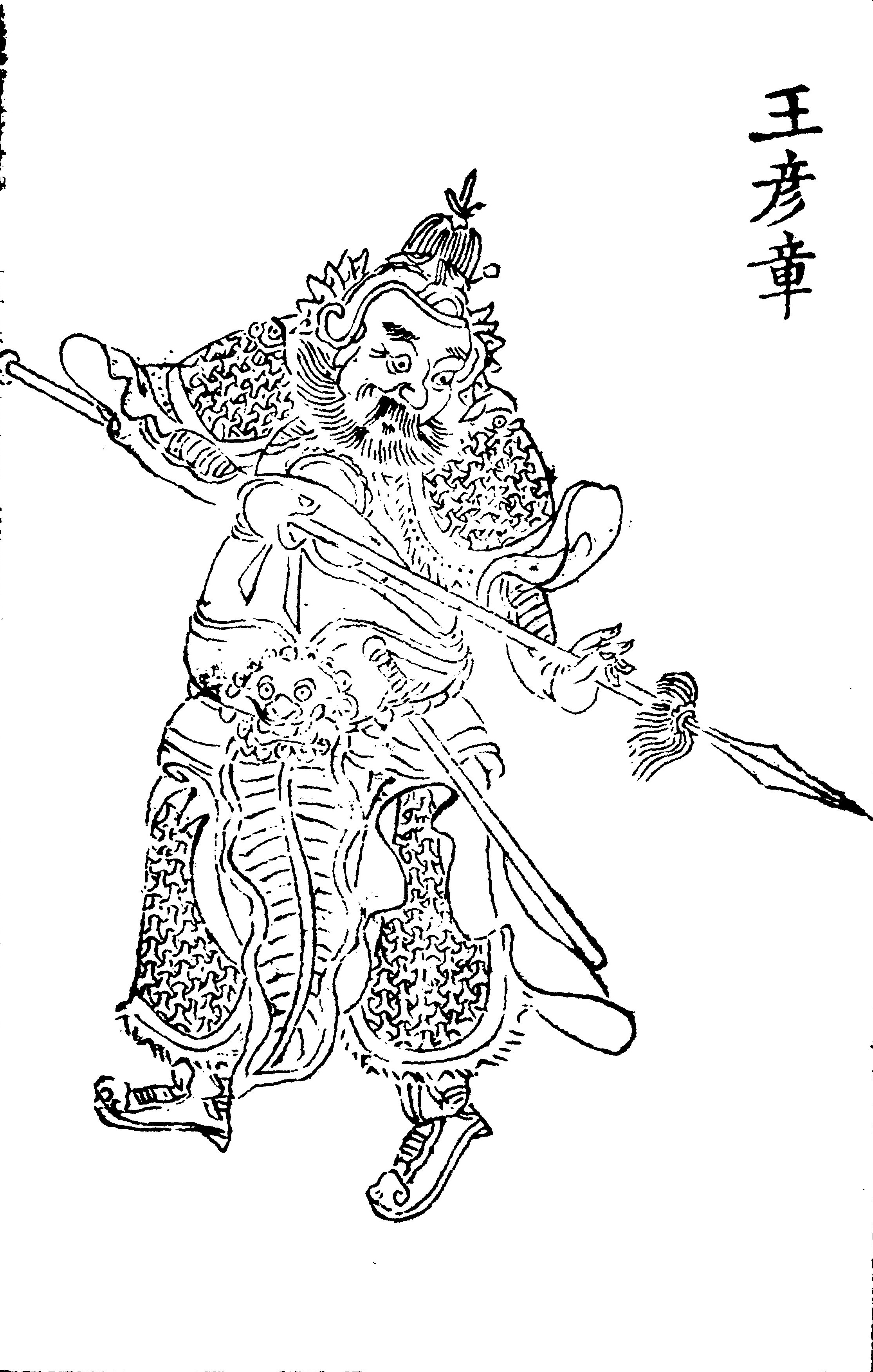
왕언장

왕언장(王彦章, 863년 ~ 923년 11월 15일(음력 10월 5일))은 오대십국 시대 후량의 군인·대장으로, 자는 현명(賢明) 또는 자명(子明)이며, 운주 수장현(壽張縣) 사람이다. 후량 말기, 후량의 북방의 강적이었던 후당과의 최후의 결전에 있어서, 왕언장은 후당군에 대해 어떠한 성공의 예측도 이룰 수 있었던 유일한 장군이었다. 그러나 당시 재임 중의 황제였던 주우정은 그를 통제하기 어렵다고 믿고 단응으로 하여금 그를 대신하게 하였다. 단응의 지나치게 야심찬 반격 계획은 후당 장종이 그를 지나쳐서 왕언장을 격파하여 그를 사로잡고 후량의 수도인 대량을 함락시키게 하였다. 왕언장은 사로잡힌 후, 장종에게의 투항을 거부하고 처형되었다. . 왕철창(王鐵槍)이란 별명으로도 유명하다.

## 생애
운주수장(鄆州寿長)사람이다. 무용, 무략에 뛰어나 군졸로 시작해 차례로 군공을 세워 후량 건국후 개국후(開國侯)에 봉해졌다. 항상 선봉으로써 용맹한 싸움을 벌여 이란 이명을 가졌다.
후당의 주덕위와 비견되어 이존욱에게도 외경받아, 처자를 인질로 복종을 요구받았으나 사자를 베어버리고 거절했다. 오랫동안 요직에 있었으나, 923년 선의군절도부대사지절도사에 북면초토사를 겸직하여 후당군을 격퇴했으나, 균왕 측근과의 반목으로 참언을 받아 마지막엔 후당군과 싸우다 사로잡혔다.
항복을 요구받자 "표범은 죽어서 가죽을 남기고, 사람은 죽어서 이름을 남긴다"라고 거절하고 참수당했다.

### 출신 배경 및 초기 경력
왕언장은 당 희종 연간 중의 863년에 운주(鄆州) 수장(壽張, 지금의 산둥성 랴오청 시 량산 현)에서 태어났다. 그의 조부인 왕수(王秀)와 아버지 왕경종(王慶宗)은 두 사람 모두 관료나 장군으로서 출사하지 않았다. 왕언장은 어린 시절부터 대군벌 선무군 절도사(宣武軍節度使, 본거지는 지금의 허난성 카이펑 시) 주전충 휘하의 병사가 되었고, 여기서 그는 용맹스럽고 사납기로 이름이 알려지게 되었다. 그는 100근짜리나 되는 두 자루 철창을 잘 쓰기로 널리 알려지게 되었는데, 그 창을 잘 쓴 데서 왕철창(王鐵槍)이란 별명을 얻었다.

### 후량 태조휘하에서
왕언장은 자신의 능력 덕분에 주전충의 군대 서열 안에서 점점 승진을 거듭하였고, 주전충의 여러 전투에서도 자주 종군하였다. 908년 10월, 개봉부 압아(開封府押牙) 겸 좌친종지휘사(左親從指揮使)로 있던 그는 좌용양군사(左龍驤軍使)에 임명되었다. 909년에는 감문위상장군(監門衛上將軍)에 제수되었으나, 여전히 좌용양군사로 있었다.
당시 주전충은 당나라의 마지막 황제인 애제에게 선양을 강요하여 후량을 세우고 태조로 즉위해 있었다. 그해 12월에는 후량의 서쪽에 있는 라이벌이었던 기나라 장군 유지준이 후량의 신하였던 삭방군 절도사(朔方軍節度使, 본거지는 지금의 닝샤 성 인촨 시) 한손(韓遜)을 공격하고 있었기 때문에, 후량군은 기나라를 공격하고 있었다. 장군 강회정(康懷貞)이 이끄는 후량군은 기나라 군대가 부설해 놓은 매복에 걸려들고 말았다. 이때 왕언장이 한 줄기 혈로를 뚫고 퇴로를 열기 위하여 전력을 다해 힘써 싸우지 않았다면, 그들은 완전히 전멸당했을 것이라고 전해진다.
911년, 왕언장은 행영좌선봉마군사(行營左先鋒馬軍使)에 보직되었고 추가로 검교사공(檢校司空)에 제수되었다. 이때도 그는 여전히 감문위상장군 직에 있었다.

### 주우규휘하에서
912년, 이때는 태조가 그의 아들인 영왕(郢王) 주우규에게 암살당하였고, 주우규가 제위를 계승하고 있었다. 왕언장은 검교사도(檢校司徒)에 추가로 제수되었고, 913년에는 복주자사(濮州刺史, 지금의 허난성 푸양 시)에 임명되었으나, 그곳의 마보군도지휘사(馬步軍都指揮使) 겸 행영좌선봉마군사로서 여전히 후량의 주력 금군(禁軍) 내에 머물러 있었다. 오래지 않아, 그는 행영선봉보군도지휘사(行營先鋒步軍都指揮使)로 보직되었다.

### 주우정휘하에서

#### 주우정의 치세 초반
914년, 이때는 주우규가 자살하고 그의 동생인 균왕(均王) 주우정이 제위를 계승하고 있었다. 왕언장은 전주자사(澶州刺史, 지금의 허난성 안양 시)에 임명되어 백작에 봉해졌다.

#### 천웅군 번진 분할전
915년, 주우정은 천웅군(天雄軍, 본거지는 지금의 허베이성 한단 시) 번진(藩鎭)이 독립적인 전통을 가졌던 지나치게 강대한 번진이었다는 것을 알고, 해당 번진 관하의 6주를 2개의 번진으로 분할함으로써 그들을 약화시키기로 결정하였다. 동시에 그 6주 중의 3주에는 소덕군(昭德軍, 본거지는 지금의 허난성 안양 시)이 신설되었다. 이를 분할하기 위한 작전의 일부분으로서, 추가로 평로군 절도사(平盧軍節度使, 본거지는 지금의 산둥성 웨이팡 시) 하덕륜(賀德倫)을 신임 천웅군 절도사로, 선휘사(宣徽使) 장균(張筠)을 소덕군 절도사로 각각 파견하여 분할을 감독하게 하였다. 또한, 주우정은 대장 유심이 지휘하는 대부분의 금군 병력을 북쪽으로 파견하였다. 이는 표면상 후량의 북쪽에 있는 라이벌 진나라에 맞서 천웅군을 지키기 위한 것이라고 내세웠지만, 실제로는 천웅군 군대를 위협하기 위한 의도였다.
이 작전에서 유심의 휘하에 속해 있었던 왕언장은, 용양군(龍驤軍) 소속 500명의 정예 기병대와 함께 천웅군 번진의 수도인 위주(魏州)로 파견되어, 유심 자신의 현지 도착에 대비하게 되었다. 이 분할을 두려워하여 분노한 천웅군 장병들은 즉시 반란을 일으켜 하덕륜을 가택 연금하였다. 또한 그들은 당시 왕언장의 군대가 주둔하고 있었던 금파정(金波亭)을 포위하였다. 그러나 왕언장은 포위망을 돌파하여 성을 탈출할 수 있었다. 천웅군의 반란군들은 그 후 진나라에 투항하였고, 진왕 이존욱이 도착하여 번진을 접수하였다. 이후 그곳을 재차 탈환하기 위한 후량군의 시도를 분쇄하였다. 이 과정에서 전주가 진나라 군대의 야습 공격으로 함락되었고, 왕언장의 처자들은 포로가 되고 말았다. 진나라 군대는 당초 이들을 후하게 대접하여 진나라의 수도인 태원으로 데려갔다. 그리고 왕언장에게로 밀사를 파견하여 그에게 진나라 편으로 돌아서라고 권유를 시도하였다. 왕언장은 밀사를 죽이고 회답을 거절하였다. 이 때문에, 진나라는 수년 후에 그의 처자들을 처형해 버렸다.
그 후, 왕언장은 그해 9월에 여주방어사(汝州防禦使, 지금의 허난성 핑딩산 시)로 승진되어 검교태보(檢校太保)에 추가로 제수되었다. 916년 4월에는 정주방어사(鄭州防禦使, 지금의 허난성 정저우 시)로 전임되었다. 그러나 이때도 그는 행영선봉보군도지휘사로서 후량 금군에 그대로 남아 있었다. 917년, 그는 서면행영마군도지휘사(西面行營馬軍都指揮使)에 임명되었고, 검교태부(檢校太傅)에 추가로 제수되었다. 이와 동시에, 행영제군좌상마군도지휘사(行營諸軍左廂馬軍都指揮使)로 보직되었다.

#### 호류파 전투
919년, 새해쯤 들어 왕언장은 북면행영초토사(北面行營招討使) 하괴(賀瓌)의 지휘 아래 호류파(胡柳陂, 지금의 산둥성 허쩌 시에 있는 언덕)에서 벌어진 후량군과 진군 간의 결전에 참가하였다. 일부 병력의 손실에 의한 왕언장의 초반의 아픔은 양군에 막대한 손실(3분의 2)을 초래한 연쇄 반응을 이끌어 냈다. 왕언장이 퇴각하고 있었을 무렵, 진군의 일부가 왕언장의 이동을 아군에 의한 퇴각으로 오인하여 붕괴되고 말았다. 그러나 진군의 반격 역시 후량군에 막대한 손해를 끼쳤다. 전투가 종결된 후, 왕언장군과 진군 양측에서 달아나던 병사들은 후량의 수도 대량을 향해 그들의 길을 찾아갔는데, 진군이 다가오고 있다는 것이 성안에 막대한 공포를 불러일으켰지만, 공포는 곧 진정되었다고 전해진다.

#### 후량의 절도사로서
그해(919년) 5월에 왕언장은 광국군(匡國軍, 본거지는 지금의 허난성 쉬창 시) 유후(留後)에 임명되었다. 그러나 그는 여전히 금군에서 장군으로 계속 있었다. 920년 1월, 그는 정식으로 절도사에 임명되어 후작에 봉해졌다. 그리고 산원지휘도두도군사(散員指揮都頭都軍使)에 보직되었다. 그 직후 그는 북면행영초토사(北面行營招討使, 대진(對晉) 방위군의 후신) 대사원(戴思遠)의 휘하에서 부사(副使)에 임명되었다. 921년 1월, 그는 광국군 절도사에서 선의군 절도사(宣義軍節度使, 본거지는 지금의 안양)로 전임되었다.
그 후, 그해(921년) 4월에 당시 진주자사(陳州刺史, 지금의 허난성 저우커우 시)로 있던 주우정의 사촌인 혜왕(惠王) 주우능(朱友能)이 반란을 일으켜 대량을 향해 진격해 왔다. 주우정은 왕언장을 파견하여, 진국군(鎭國軍, 본거지는 지금의 허난성 싼먼샤 시) 유후 곽언위, 공학지휘사(控鶴指揮使) 장한걸(張漢傑)과 함께 주우능을 맞아 싸우게 하였다. 그들은 주우능을 격파하였고, 주우능은 진주로 달아나 버렸다. 그들은 진주성을 포위 공격하였다. 주우능은 항복하였고, 주우정은 그의 목숨을 살려주는 동시에 작위를 강등시키고 가택 연금하였다.

### 사후 추증
후진 천복 2년(937년)에 태사(太師)로 증직되었다.

## 전기 자료
- 《구오대사》 권21, 〈양서〉21, [열전]11, 왕언장
- 《신오대사》 권32, 〈사절전〉 제20, 왕언장
- 구양수, 《구양문충공집》 권39, 왕언장 화상기(1043년[경력 3년]에 작성됨)